# Asle Strand
Asle Strand (Oslo, 29 de septiembre de 1953-Tromsø, 9 de junio de 2000) fue un deportista noruego que compitió en luge. Ganó una medalla de plata en el Campeonato Europeo de Luge de 1976, en la prueba doble.

## Palmarés internacional
| Campeonato Europeo | Campeonato Europeo    | Campeonato Europeo | Campeonato Europeo |
| Año                | Lugar                 | Medalla            | Prueba             |
| ------------------ | --------------------- | ------------------ | ------------------ |
| 1976               | Hammarstrand (Suecia) | Medalla de plata   | Doble              |